# Saint-Martin-de-Mieux
Saint-Martin-de-Mieux és un municipi francès situat al departament de Calvados i a la regió de Normandia. L'any 2007 tenia 405 habitants.

## Demografia

### Població
El 2007 la població de fet de Saint-Martin-de-Mieux era de 405 persones. Hi havia 142 famílies de les quals 28 eren unipersonals (12 homes vivint sols i 16 dones vivint soles), 35 parelles sense fills, 75 parelles amb fills i 4 famílies monoparentals amb fills.
La població ha evolucionat segons el següent gràfic:
Habitants censats

### Habitatges
El 2007 hi havia 147 habitatges, 140 eren l'habitatge principal de la família, 2 eren segones residències i 5 estaven desocupats. 145 eren cases i 2 eren apartaments. Dels 140 habitatges principals, 118 estaven ocupats pels seus propietaris, 18 estaven llogats i ocupats pels llogaters i 4 estaven cedits a títol gratuït; 5 tenien dues cambres, 14 en tenien tres, 25 en tenien quatre i 97 en tenien cinc o més. 123 habitatges disposaven pel capbaix d'una plaça de pàrquing. A 41 habitatges hi havia un automòbil i a 91 n'hi havia dos o més.

### Piràmide de població
La piràmide de població per edats i sexe el 2009 era:
| Homes | Edats   | Dones |
| ----- | ------- | ----- |
| 0     | 95 o +  | 0     |
| 0     | 90 a 94 | 0     |
| 0     | 85 a 89 | 0     |
| 0     | 80 a 84 | 4     |
| 0     | 75 a 79 | 4     |
| 8     | 70 a 74 | 4     |
| 8     | 65 a 69 | 4     |
| 8     | 60 a 64 | 12    |
| 12    | 55 a 59 | 8     |
| 16    | 50 a 54 | 24    |
| 24    | 45 a 49 | 8     |
| 12    | 40 a 44 | 20    |
| 12    | 35 a 39 | 8     |
| 8     | 30 a 34 | 12    |
| 12    | 25 a 29 | 0     |
| 16    | 20 a 24 | 0     |
| 28    | 15 a 19 | 12    |
| 20    | 10 a 14 | 12    |
| 12    | 5 a 9   | 16    |
| 4     | 0 a 4   | 8     |

## Economia
El 2007 la població en edat de treballar era de 258 persones, 196 eren actives i 62 eren inactives. De les 196 persones actives 187 estaven ocupades (99 homes i 88 dones) i 10 estaven aturades (9 homes i 1 dona). De les 62 persones inactives 28 estaven jubilades, 21 estaven estudiant i 13 estaven classificades com a «altres inactius».

### Ingressos
El 2009 a Saint-Martin-de-Mieux hi havia 142 unitats fiscals que integraven 427 persones, la mediana anual d'ingressos fiscals per persona era de 17.409 €.

### Activitats econòmiques
Dels 15 establiments que hi havia el 2007, 5 eren d'empreses de construcció, 2 d'empreses de comerç i reparació d'automòbils, 1 d'una empresa de transport, 2 d'empreses financeres, 1 d'una empresa immobiliària, 3 d'empreses de serveis i 1 d'una empresa classificada com a «altres activitats de serveis».
Dels 4 establiments de servei als particulars que hi havia el 2009, 1 era un paleta, 1 guixaire pintor, 1 lampisteria i 1 electricista.
L'únic establiment comercial que hi havia el 2009 era una botiga d'equipament de la llar.
L'any 2000 a Saint-Martin-de-Mieux hi havia 17 explotacions agrícoles que ocupaven un total de 783 hectàrees.

## Equipaments sanitaris i escolars
El 2009 hi havia una escola elemental integrada dins d'un grup escolar amb les comunes properes formant una escola dispersa.

## Poblacions més properes
El següent diagrama mostra les poblacions més properes.